# Jürgen Treber
Jürgen Treber (* 25. Juni 1960 in Rüsselsheim) ist ein deutscher Jurist und seit 1. August 2008 Richter am Bundesarbeitsgericht.

## Werdegang
Treber studierte Rechtswissenschaft an der Johannes Gutenberg-Universität Mainz. Dort wurde er 1995 mit der Untersuchung „Aktiv produktionsbehindernde Maßnahmen: Zur Zulässigkeit von Betriebsbesetzungen und Betriebsblockaden unter Berücksichtigung des Funktionzusammenhangs von Privatautonomie, Tarifautonomie und Arbeitskampfrecht“ zum Dr. iur. promoviert. Nach dem Zweiten Juristischen Staatsexamen trat Treber 1999 in den höheren Justizdienst des Landes Rheinland-Pfalz ein, wo er an den Arbeitsgerichten Ludwigshafen und Mainz als Richter tätig war. In den Jahren 2002 und 2003 wurde Treber als wissenschaftlicher Mitarbeiter an das Bundesarbeitsgericht, 2007 an das Justizministerium des Landes Rheinland-Pfalz abgeordnet. 2007 war er zudem in der Staatskanzlei Rheinland-Pfalz tätig. Im September 2007 folgte die Beförderung zum ständigen Vertreter eines Direktors am Arbeitsgericht Mainz. Am 26. Mai 2008 wurde Treber mit Wirkung zum 1. August 2008 zum Richter am Bundesarbeitsgericht ernannt.  Im April 2018 hat ihm die Universität Trier eine Honorarprofessur verliehen. Am 1. Oktober 2018 wurde Treber mit Wirkung zum 1. Oktober 2018 zum Vorsitzenden Richter des 4. Senats am Bundesarbeitsgericht ernannt.